# Nannocharax usongo
Nannocharax usongo is een straalvinnige vissensoort uit de familie van de hoogrugzalmen (Distichodontidae). De wetenschappelijke naam van de soort is voor het eerst geldig gepubliceerd in 2009 door Dunz & Schliewen.